# الحبيل (تعز)
الحبيل هي إحدى قرى الجمهورية اليمنية. وهي تتبع جغرافيًا لمحافظة تعز. وإداريًا لمديرية صبر الموادم. يبلغ تعداد سكانها 1411 نسمة حسب الإحصاء الذي جرى عام 2004.